# Herbert Hunger
Herbert Hunger (ur. 9 grudnia 1914 w Wiedniu, zm. 9 lipca 2000 tamże) – austriacki historyk, bizantynolog. 

## Życiorys
Studia na Uniwersytecie Wiedeńskim ukończył w 1936 roku. W latach 1956–1962 dyrektor działu papirusów w Austriackiej Bibliotece Narodowej. Od 1962 profesor Uniwersytetu Wiedeńskiego. W latach 1970/1971 był dziekanem Wydziału Filozofii Uniwersytetu Wiedeńskiego.  1973–1982 prezes Austriackiej Akademii Nauk. Założył w Wiedniu szkołę bizantynologiczną i był pierwszym profesorem katedry badań nad Bizancjum na Uniwersytecie Wiedeńskim. 

## Wybrane publikacje
- Griechische Paläographie, 1954.
- Byzantinische Geisteswelt, 1958.
- Lexikon der griechischen und römischen Mythologie, 1959.
- Antikes und mittelalterliches Buch- und Schriftwesen. Überlieferungsgeschichte der antiken Literatur, 1961.
- Reich der neuen Mitte. Der christliche Geist der byzantinischen Kultur, 1965.
- Katalog der griechischen Handschriften der Österreichischen Nationalbibliothek, t.1-6, 1961-1995.
- Byzantinische Grundlagenforschung, 1973.
- Die hochsprachliche profane Literatur der Byzantiner, 2 Bände, 1978.
- Epidosis, 1989.
- Schreiben und Lesen in Byzanz, 1989.
- Prochoros Kydones, 1990.
- Das Denken am Leitseil der Sprache, 1999.